# Турецкие поселенцы на Северном Кипре
Турецкие поселенцы на Северном Кипре (кипрский диалект турецкого языка: Türkiyeliler, букв. перевод ― «те, что из Турции»), также называемые турецкими иммигрантами (тур. Türkiyeli göçmenler) ― группа жителей из Турции, которые поселились на Северном Кипре после турецкого вторжения на остров в 1974 году. Предполагается, что эти поселенцы и их потомки (не считая турецких солдат) в настоящее время составляют около половины населения Северного Кипра. Подавляющему большинству турецких поселенцев правительством Северного Кипра были предоставлены дома и земли, которые принадлежали грекам-киприотам. Группа турецких переселенцев внутренне неоднородна и состоит из различных подгрупп, которые с различной степенью интегрированы в северокипрское общество. Турки с континента, как правило, считаются более консервативными, чем высоко секуляризированные турки-киприоты и в большей степени поддерживают идею о необходимости разделения острова на два государства, хотя и не все поселенцы поддерживают националистическую риторику.

## Правовое положение
Присутствие поселенцев на острове является одним из самых острых и противоречивых вопросов в продолжающихся переговорах о воссоединении Кипра. Позиция международно признанной Республики Кипр и Греции, поддержанная резолюциями Организации Объединенных Наций, заключается в том, что программа переселения является абсолютно незаконной в соответствии с международным правом, поскольку она нарушает четвёртую Женевскую конвенцию (которая запрещает оккупационным властям преднамеренное перемещение собственного населения на оккупированную территорию) и соответственно, такие действия являются военным преступлением. Республика Кипр и Греция, таким образом, требуют, чтобы поселенцы были возвращены в Турцию для возможного будущего урегулирования кипрского спора. Одна из главных причин, по которой греки-киприоты в подавляющем большинстве отвергли план Аннана 2004 года, заключалась в том, что план позволял поселенцам оставаться на Кипре и даже даровал им право голосовать на референдуме за предлагаемое решение. Поэтому как Республика Кипр, так и Греция настаивают, чтобы в будущем урегулировании на Кипре было предусмотрено выселение всех переселенцев или, по крайней мере, большей их части.
Многие поселенцы разорвали свои связи с Турцией и сейчас их дети уже считают Кипр своей родиной. Были случаи, когда поселенцы и их дети, возвращавшиеся в Турцию, сталкивались с остракизмом в своих общинах из-за своего происхождения. Так, согласно «Энциклопедии прав человека», «многие наблюдатели» утверждают, что поселенцы не могут быть принудительно изгнаны с острова; кроме того, большинство наблюдателей считают, что всеобъемлющее будущее урегулирование на Кипре должно найти баланс между «законностью программы переселения и правами человека, которыми обладают все поселенцы».

## Подгруппы
Турки с материка на Северном Кипре делятся на две основные группы: граждане и неграждане. Некоторые из граждан прибыли на остров в рамках политики переселения, проводимой властями Турции и Кипра, некоторые мигрировали самостоятельно, а некоторые родились на острове у родителей обеих групп. Мете Хатай утверждает, что только у граждан есть «веские основания называться поселенцами».
Вышеупомянутые подгруппы, в свою очередь, делятся на нескольких категорий. Первую группу граждан можно далее разделить на квалифицированных рабочих и служащих, турецких солдат и семей, фермеров, которые поселились на Кипре, и отдельных мигрантов. Неграждан можно условно разделить на студентов и преподавателей, туристов, легальных и нелегальных рабочих мигрантов. Фермеры, переехавшие из Турции в период с 1975 по 1977 год, составляют большинство поселенцев.

## История
Политика расселения фермеров на Кипре началась сразу после турецкого вторжения 1974 года. Есть сведения о том, что турецкое правительство имело планы по отправке 5 000 сельскохозяйственных рабочих на Кипр, где они смогут завладеть имуществом греков-киприотов. По словам Хатая, первая группа таких поселенцев прибыла на остров в феврале 1975 года; бурное переселение продолжалось до 1977 года. Эти фермеры происходили из различных регионов Турции, включая Черноморский регион (Трабзон, Чаршамба, Самсун), Средиземноморский регион (Анталия, Адана, Мерсин) и Регион Центральной Анатолии (Конья). В феврале 1975 года число «рабочих» из Турции на острове составляло 910 человек.
Политика расселения фермеров проводилась в соответствии с Соглашением о рабочей силе сельского хозяйства, подписанным Турецким Федеративным Государством Кипр и Турцией в 1975 году. Консульства Северного Кипра в Турции принимали активное участие в организации перемещения этого населения; объявления по радио и мухтарам в деревнях призывали фермеров, заинтересованных в переезде на Кипр, обратиться в консульства. Многие фермеры, которые переехали на Кипр, происходили из частей Турции с тяжёлыми условиями жизни и зачастую не имели другого выхода, как покинуть свои дома: к примеру, деревню Каялар заселили люди из черноморского турецкого района Чаршамба, где произошло затопление многих районов из-за постройки плотины. Людям был предоставлен выбор между переездом на Кипр и в другие регионы Турции; некоторые выбрали Кипр. Христос Иоаннидес утверждал, что у этих людей не было политических мотивов для этого выбора. Интервью с некоторыми из них показали, что некоторые из них даже не знали, где находится Кипр, прежде чем переехать туда.
После того, как заявки предполагаемых поселенцев были одобрены, людей доставили в порт Мерсин на автобусах. Они покинули Турцию, используя паспорта, которые выдавались на каждую семьи. Средиземное море пересекали на паромах. По прибытии в Фамагусту турок сначала ненадолго размещали в пустых общежитиях или школах, а затем перевозили в покинутые греками деревни. Дома для заселения назначались по жребию.
Первоначально документы этих поселенцев были составлены таким образом, чтобы они казались турками-киприотами, возвращающимися на родину, дабы избежать обвинений в нарушении Женевской конвенции. Например, у нескольких поселенцев на полуострове Карпас местом рождения была назначена деревня Мехметчик. Отвечая на вопрос о политике переселения, Исмет Котак, министр труда, реабилитации и социальных работ ТРСК, сказал, что имело место интенсивное, легитимное и законное возвращение турок-киприотов, которые ранее были насильственно изгнаны с острова. Однако подлог вскоре вскрылся, и переселенцам стали выдавать паспорта, показывающие их действительно место рождения поселенцев.

## Участие в политике
Несмотря на распространённое убеждение в том, что поселенцы были опорой Партии национального единства (ПНЕ), правящей партии на протяжении десятилетий, реальность несколько иная: в период с 1976 по 1993 год ПНЕ получала большинство голосов не от переселенцев, а от коренных жителей. Эти тенденции были определены анализом голосов в нескольких деревнях коренных жителей и поселенцев политологом Мете Хатай. Тем не менее, действительно было политическое движение, направленное на продвижение интересов поселенцев: такой линии, в частности, придерживалась партия «Новая заря» и Турецкая союзная партия. Большинство голосов в деревнях поселенцев были разделены между этими партиями поселенцев и основной оппозицией турок-киприотов, в том числе Общественной партией освобождения и Республиканской турецкой партией. Между 1992 годом и выборами 2003 года Демократическая партия получила большинство голосов оппозиционных поселенцев. Между тем, в период с 1990 по 2003 год ПНЕ сохраняла долю голосов, составляющую в среднем около 40 % в поселениях поселенцев, но это было всё же меньше, чем поддержка, которую она получала в сельских районах, населённых коренными турками-киприотами. ПНЕ получала больше поддержки только в деревнях поселенцев в 1993 году и после 2003 года, когда она потерял власть. Кроме того, несмотря на распространённое предположение, что поселенцы продвигают политические интересы Турции, поселенцы часто выступали против линии, поддерживаемой Турцией, в частности, в 1990 году против поддерживаемой Турцией ПНЕ и лидера партии Рауфа Денкташа, и в 2004 году, против плана Аннана.